# Veronica Jochum von Moltke
Veronica Jochum von Moltke (* 6. Dezember 1932 in Berlin) ist eine deutsche Pianistin.

## Leben
Veronica Jochum ist die älteste Tochter des Dirigenten Eugen Jochum und dessen Ehefrau, der Dichterin und Publizistin Maria Jochum geb. Montz (* 5. Februar 1903 in Essen-Steele; † 19. Mai 1984 in München). Sie studierte bei Eliza Hansen in Hamburg, an der Musikhochschule in München und gleichzeitig bei Edwin Fischer in Berlin. Danach vervollkommnete sie ihre Studien bei Josef Benvenuti in Paris und bei Rudolf Serkin am Curtis Institute of Music in Philadelphia.
Durch Serkin lernte sie den Architekten und Stadtplaner Wilhelm „Viggo“ Graf von Moltke (* 8. Mai 1911 in Kreisau, † 18. August 1987 in Boston) kennen, einen Bruder des Widerstandskämpfers Helmuth James Graf von Moltke (1907–1945), den sie 1961 heiratete und mit ihm nach Boston zog. Ihr Mann war 1964 bis 1977 Professor an der Graduate School of Design der Harvard University in Cambridge, Massachusetts.
1965 erhielt sie selbst eine Professur am New England Conservatory of Music in Boston.
1987 gründete sie die Eugen-Jochum-Gesellschaft e. V. und 2011 die Eugen-Jochum-Stiftung. Seit einigen Jahren hat sie einen Zweitwohnsitz in München.

## Auszeichnungen
- 1994: Bundesverdienstkreuz
- 1996: Bunting Fellowship der Harvard-Universität

## Diskographie (Auswahl)
- 1988 – Clara Schumann: Klavierwerke, LP, Pro Arte; als CD 2009 bei Tudor
- 1994 – Ferruccio Busoni: Piano Masterworks
- 2014 – Clara & Robert Schumann, Johannes Brahms: Thema & Variationen